# Iathrippa trilobatus
Iathrippa trilobatus är en kräftdjursart som först beskrevs av Richardson 1910.  Iathrippa trilobatus ingår i släktet Iathrippa och familjen Janiridae. Inga underarter finns listade i Catalogue of Life.